# Agathomyia divergens
Agathomyia divergens är en tvåvingeart som först beskrevs av Friedrich Hermann Loew 1866.  Agathomyia divergens ingår i släktet Agathomyia och familjen svampflugor.
Artens utbredningsområde är District of Columbia. Inga underarter finns listade i Catalogue of Life.